# Soraai
Singles de Every Little Thing
Mata Ashita
(2003) Koibumi / Good Night
(2004)
Soraai (ソラアイ) est le 26e single du groupe japonais Every Little Thing.

## Présentation
Le single sort le 25 février 2004 au Japon sur le label Avex Trax, trois mois et demi après le précédent single du groupe, Mata Ashita. Il atteint la 8e place du classement des ventes hebdomadaire de l'Oricon, et reste classé pendant huit semaines. Il est alors le single le moins vendu du groupe. 
La chanson-titre a été utilisée comme thème musical pour une publicité pour la marque Suzuki. Elle figurera sur le sixième album du groupe, Commonplace qui sortira quinze jours plus tard, puis sur ses compilations 14 Message: Every Ballad Songs 2 de 2007 et Every Best Single - Complete de 2009. Le titre en "face B" est une version live enregistrée en public de la chanson Stray Cat parue un an auparavant sur son album Many Pieces. Le single contient aussi la version instrumentale de la chanson-titre.

## Liste des pistes
Toutes les paroles sont écrites par Kaori Mochida.
| CD    | CD                                                          | CD                                      | CD    | CD | CD | CD | CD | CD | CD |
| No    | Titre                                                       | Musique / Arrangements                  | Durée |    |    |    |    |    |    |
| ----- | ----------------------------------------------------------- | --------------------------------------- | ----- | -- | -- | -- | -- | -- | -- |
| 1.    | Soraai (ソラアイ)                                           | Hikari / Every Little Thing, Hikari     | 5:13  |    |    |    |    |    |    |
| 2.    | Stray Cat (20031223 Version) (stray cat (20031223 version)) | Kazuhiro Hara / N. Tanahashi, T. Sogawa | 6:12  |    |    |    |    |    |    |
| 3.    | Soraai (Instrumental) (ソラアイ ...)                        | Hikari / Every Little Thing, Hikari     | 5:12  |    |    |    |    |    |    |
| 16:37 |                                                             |                                         |       |    |    |    |    |    |    |